# Ускуч (рыба)
Ускуч, тупомордый ленок (лат. Brachymystax savinovi) — вид рыб рода ленков.
Распространён от Казахстана до Амура, в том числе встречается на Алтае в Телецком озере, в бассейне озера Маркаколь на территории Восточного Казахстана. Длина в среднем составляет 25-35 см, до 55 см, а вес — 700—1200 грамм, до 5 кг. Максимальный возраст — до 10 лет. Размножение: нерест ускуча в Маркаколе приурочен к вскрытию озера, нерестится с мая по июнь, средняя плодовитость — 2000 икринок. Диаметр зрелой овариальной икринки ленка составляет в среднем 3,91 мм с колебаниями от 3,66 до 4,21 мм.

## Описание
Доминирующий хищный вид в озере Маркаколь. Широко распространён по всей акватории озера, в летний период предпочитает держаться центральной части озера, осенью и весной — береговой. Икра более крупная, чем у сибирского ленка, из-за чего подвергся тотальному вылову в XX веке.
В ручьях старается держаться теневой стороны. Интересным доказательством отрицательного фототаксиса ускуча служит лов его во время вскрытия озера. Местные рыбаки всегда ставят сети на дно. Обязательное условие для лова рыбы днём — закрытие сетей льдом. Если сети льдом не закрыты, ни один рыбак не поедет проверять их в течение дня; но если сети закрыты льдом хотя бы на один час, то рыбаки выезжают на их проверку и берут хороший улов. Основной же лов ленка сетями в озере и ловушками в реках производится ночью, когда рыба наиболее активна.
Сопоставление питания и упитанности ленка по сезонам года показывает полную обеспеченность его кормами круглогодично. Нет значительного снижения упитанности и в результате нереста. Из рыб в пище ленка отмечены пескарь и голец. Первый численно преобладает (результат колоссального количества его в озере и крайне редкой встречаемости гольцов). Тем не менее по отношению к гольцу ленок проявляет повышенную избирательность. Это можно объяснить различиями в экологии гольцов и пескарей. Последние в озере долгое время были поголовно заражены лигулезом. Огромные их стаи держатся в толще воды и у её поверхности. Голец ведёт типично придонный образ жизни. У дна преимущественно держится и ленок, лишь в крайних случаях поднимающийся в толщу воды.
Низкая плодовитость ускуча в озере Маркаколь объясняется ранней его половозрелостью, основной причиной чего, предполагается, стал интенсивный вылов, приспособившись к чему вид стал мельчать и приобрёл раннюю половозрелость. Самки, достигшие 3-х полных лет, в большинстве своём половозрелы. Половозрелые самцы встречаются массой 180—280 г при длине тела 315—340 мм.
Нерестилища ленка в озере Маркаколь находятся в коротких горных притоках. В озеро впадает более двух десятков мелких речек и масса ключей. Последние ленок не использует. Основных притоков у озера четыре: реки Тополевка, Тихушка, Глухова и Мостовая. Они и являются основными нерестилищами. Наиболее важное значение имеет река Тополевка. Она впадает в озеро почти десятью рукавами, образуя помимо этого много разветвлений в среднем и предустьевом течении. Весной площадь нерестилищ здесь велика. Верхняя граница захода ленка в реки обусловлена наличием подходящих нерестилищ, которыми служат песчаные отмели, так называемые «шивера», мелкогалечниковые не быстрые протоки, широкие перекаты. Нерестилища расположены на глубине, не превышающей метра. Обычно такие места ленок находит в 10-12 км от устья, а зачастую много ближе. Ускуч держится на нерестилищах небольшими стайками, ведёт себя осторожно, и при малейшем звуке или движении прячется в более глубокие места: ямы под водопадами, подмывы под берегами, под завалы реки деревьями и т. п.; обычно избегает протоков с очень быстрым течением и охотно заходит в старицы; при необходимости проходит быстрые участки реки, не задерживаясь в них. Вообще ленок предпочитает затенённые участки русла реки или озера.
Никаких приготовлений к откладке икры ни самец, ни самка не делают. Самка становится головой к течению, прилегает ко дну, и, производя боковые движения телом, откладывает икру. Самец находится несколько выше самки в толще воды и несколько ниже по течению. Выметанная икра сносится по течению и забивается в неровности грунта, где и проходит её дальнейшее развитие.
Врагов у ускуча на нерестилищах нет. Пескари и гольцы, которых в озере огромное количество, на нерестилища ускуча не заходят. Хариус конкурирует с ленком только в самых верхних участках нерестилищ последнего, в основной же массе нерестует ещё выше. Пернатых и четвероногих врагов ленок не имеет. Наибольший урон выметанной икре наносит сам ленок, который поедает свою икру в течение всего нерестового периода. В пожирании участвуют самцы и самки. Соотношение полов в уловах характеризуется более чем двойным преобладанием самок. После нереста не гибнет.
Численность и хозяйственное значение.
Добыча ускуча в озере Маркаколь в промысловых масштабах ведётся с середины прошлого века. Это совершенно уникальное промысловое стадо ленка, нигде больше не достигающего столь значительной численности. Ориентировочно его вылов в начале прошлого века был равен 15 тыс. т в год (Яблонский, 1907), что в 15-20 раз больше, чем вылавливалось в 50-х и в 1981—1982 гг. В настоящее время вылов 100 т ленка в год является рекордным, в данное время разрешён любительский лов ускуча, средний вылов составляет до 40 тонн в год. Организация заповедника на озере Маркаколь определяет особые условия эксплуатации запасов ленка.
Характерные особенности: форма тела прогонистая, вальковатая, несколько сжатая с боков. Рот конечный, верхняя челюсть слегка выдаётся над нижней. Хвост слабо выемчатый, с возрастом выемка уменьшается. Окраска сильно варьирует: от тёмно-зелёной, почти чёрной, до серебристо-белой, но тогда обязательно с пятнами. Преобладает тёмная окраска. Пятнистость не обязательна у тёмноокрашенных рыб, хотя в большинстве случаев она имеется, особенно у некрупных особей. Пятна, тёмно-зелёные или чёрные, покрывают спину, бока и голову, величина их различна; иногда со светлыми пятнышками посередине. Горло и брюхо всегда белые, без пятен. Плавники окрашены различно: спинной и жировой под цвет спины, но спинной светлее; грудные и брюшные серые. Брачная окраска парных и анального плавников проявляется не всегда.